# Ninian Stephen
Ninian Martin Stephen (ur. 15 czerwca 1923 w Henley-on-Thames, zm. 29 października 2017 w Melbourne) – australijski prawnik, w latach 1982–1989 gubernator generalny Australii.

## Życiorys
Jego rodzice – z pochodzenia Anglicy – wyemigrowali do Australii, gdy był małym dzieckiem. Ukończył prawo na uniwersytecie w Melbourne. Przerwał studia na czas II wojny światowej i walczył na Borneo oraz Nowej Gwinei. W 1952 został członkiem adwokatury stanu Wiktoria. W latach 60. stał się znanym specjalistą w dziedzinie prawa handlowego i konstytucyjnego.
W 1970 został sędzią Sądu Najwyższego swojego stanu, a dwa lata później sędzią federalnego Sądu Najwyższego. W 1982 otrzymał nominację na gubernatora generalnego. Jego powołanie miało związek z faktem, iż kadencja jego poprzednika, profesora prawa, sir Zelmana Cowena, była oceniana bardzo dobrze i liczono, że nominacja kolejnego apolitycznego prawnika da podobny efekt. Tak też się stało, zaś wyrazem uznania dla Stephena było przedłużenie jego kadencji o 18 miesięcy.
Po odejściu ze stanowiska przeszedł na emeryturę. W latach 1993–1997 zasiadał w Międzynarodowym Trybunale Karnym ds. byłej Jugosławii i ds. Rwandy (oba sądy dysponowały wspólną izbą apelacyjną). Jest jednym z nielicznych posiadaczy aż pięciu orderów – brytyjskich i australijskich – z których każdy uprawnia go tytułu: „Sir”.